# 虎掌
虎掌（学名：Pinellia pedatisecta）为天南星科半夏属的植物，是中国的特有植物。分布于中国大陆的河南、广西、陕西、江苏、湖南、云南、浙江、四川、山西、上海、河北、山东、安徽、湖北、贵州、福建、北京等地，生长于海拔250米至1,000米的地区，多生在林下、山谷和河谷阴湿处。

## 别名
掌叶半夏（四川、河北）；麻芋果（贵州衾安）；半夏、绿芋子（河北）；天南星（河南商城）；狗爪半夏（湖北巴东、四川）；麻芋子、半夏子、独败家子（四川青川）；南星（四川武平）；真半夏（广西南宁）；大三步跳（湖南大庸）